# Marijn Franx

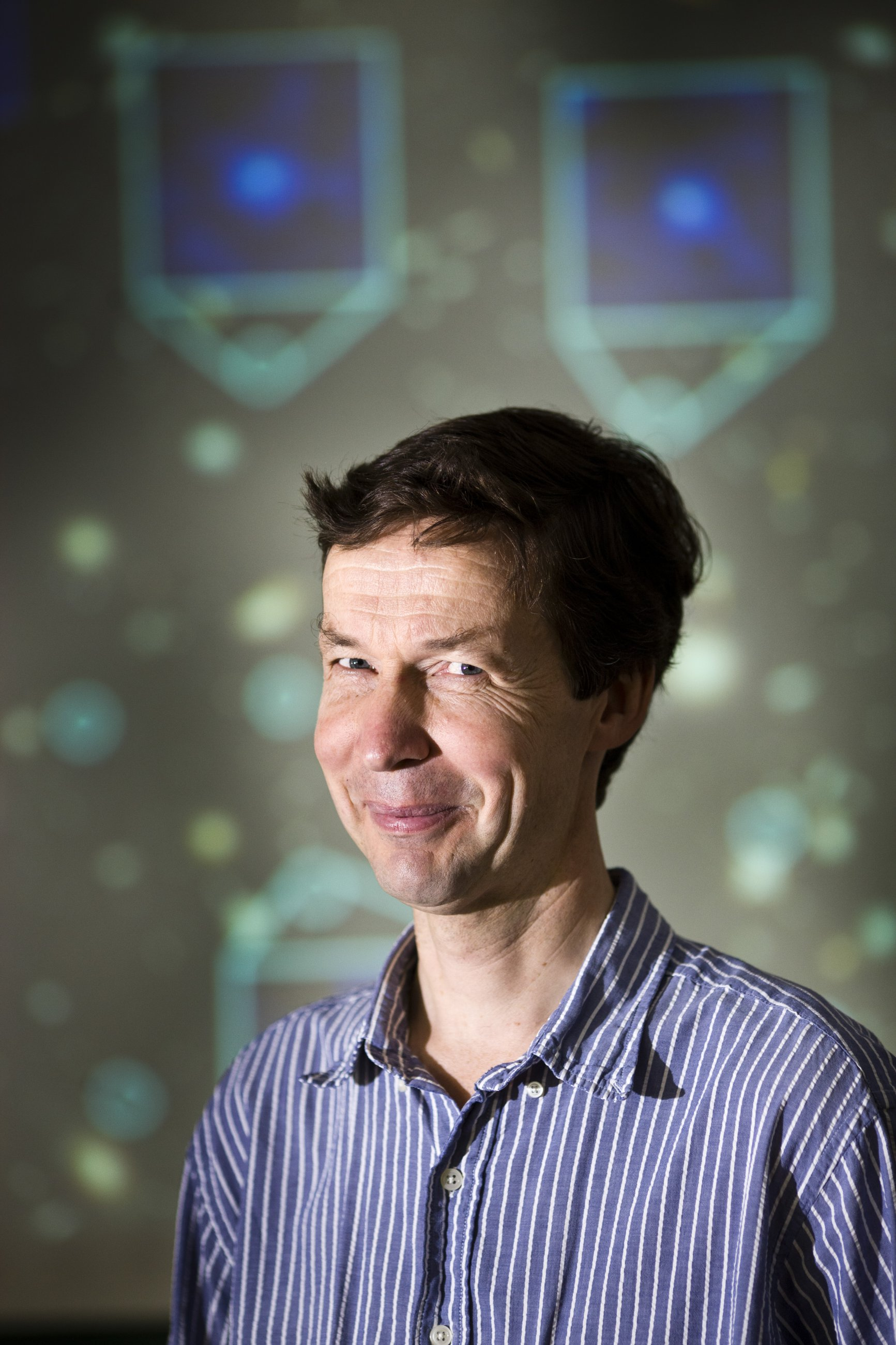
Marijn Franx (2010)

Marijn Franx (* 1960) ist ein niederländischer Astronom, der sich mit Infrarotastronomie von Galaxien im frühen Universum befasst. Er ist Professor am Observatorium der Universität Leiden.

## Leben
Franx studierte Astronomie an der Universität Leiden mit dem Diplom 1984 und der Promotion mit Auszeichnung 1988. Als Post-Doktorand war er Harvard Junior Fellow und Hubble Fellow und 1993 bis 1998 Professor für Astronomie an der Reichsuniversität Groningen, bevor er Professor in Leiden wurde.
Er beobachtete unter anderem mit dem Hubble-Weltraumteleskop, dem Keck-Teleskop, Gemini-Teleskop und dem Very Large Telescope im Paranal-Observatorium.

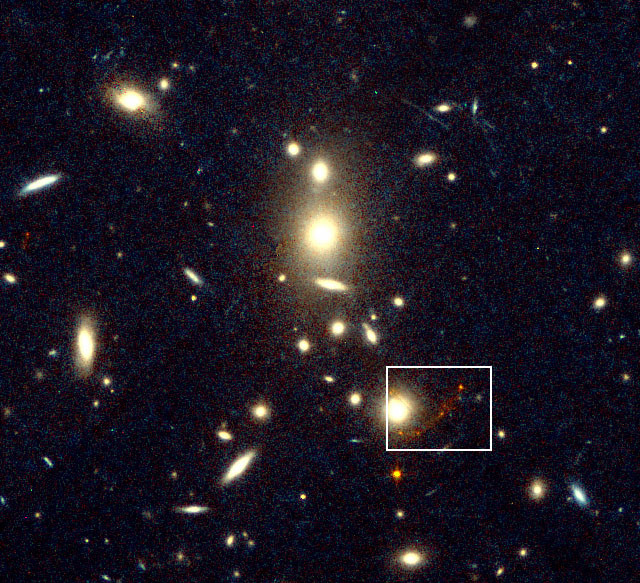
CL 1358+62

1988 entdeckte er mit seiner Gruppe gegenläufige Rotation von Galaxienkernen in elliptischen Galaxien und 1997 hielt er kurze Zeit den Entfernungsrekord für eine Galaxie, CL1358+62 bei einer Rotverschiebung von z=4,92. Sie war durch einen Gravitationslinseneffekt mit Hubble entdeckt worden und war außerdem im Gegensatz zu den zuvor bekannten weit entfernten Objekten kein Quasar. Noch 1998 wurde es durch RD 1 mit z=5,34 abgelöst (Hyron Spinrad u. a.). Rund zehn Jahre später wurden durch Franx und Kollegen Galaxien mit Rotverschiebung 7 bis 8 untersucht und sie stellten 2010 einen neuen Rekord von z=8,55 mit UDFy-38135539 auf, entsprechend einem Alter von rund 13,1 Milliarden Jahren (oder 600 Millionen Jahre nach dem Urknall), als die Galaxien noch von dichten Wasserstoffwolken umgeben waren, die einige 100 Millionen Jahre später durch das UV-Licht neuer Sterne reionisiert wurden. Auch Kandidaten mit z=9 bis 10 wurden um 2013 untersucht und sollen mit der nächsten Generation von Teleskopen genauer erforscht werden.
Die Beobachtungen früher Galaxien waren das Ergebnis von Hubble Extreme Deep Field (XDF), an dem Franx beteiligt war. 2009 wurde das Hubble-Teleskop runderneuert, unter anderem mit einer Infrarotkamera WFC 3 (Wide Field Camera 3). Weitere neue Teleskope, an denen Franx über frühe Galaxien forscht sind das VISTA Infrarot-Teleskop am Paranal-Observatorium und das geplante James Webb Space Telescope. Neben frühen Galaxien erforscht er auch die nachfolgende Evolution der Galaxien. Franx arbeitete unter anderem mit Garth Illingworth, Rychard Bouwens, Ivo Labbé, Pieter van Dokkum zusammen.
Er war leitender Wissenschaftler im Faint Infrared Extragalactic Survey (FIRES) auf dem Very Large Telescope.
2010 erhielt er den Spinoza-Preis und einen Advanced Grant des European Research Council. Er ist Mitglied der Niederländischen Akademie der Wissenschaften.
Am 31. August 2012 wurde der Asteroid (15168) Marijnfranx nach ihm benannt.